# کوسوکه فوجی‌اوکا
کوسوکه فوجی‌اوکا (ژاپنی: 藤岡 浩介؛ زادهٔ ۱۳ اوت ۱۹۹۴) یک بازیکن فوتبال اهل ژاپن است.
از باشگاه‌هایی که در آن بازی کرده‌است می‌توان به باشگاه فوتبال فاگیانو اوکایاما اشاره کرد.